# Rogelio Caridad Pita
Rogelio Caridad Pita (La Corogne, 1874 ou 1875 - Ferrol, 1936) est un militaire espagnol.
D’idées républicaines, Caridad Pita se signala dans les années 1930 entre autres par son refus d’obtempérer quand il reçut l’ordre (comme gouverneur militaire de La Corogne) de maintenir la monarchie par la force contre le verdict des urnes en avril 1931, et par son attitude d’apaisement lors de la grève insurrectionnelle d’octobre 1934. En juillet 1936, alors en poste à La Corogne, il refusa de se joindre à la rébellion militaire et fut en conséquence fusillé quelques mois plus tard par les insurgés nationalistes.

## Carrière militaire
Rogelio Caridad Pita s’engagea dans l’armée à l’âge de 17 ans. D’opinion républicaine, il a généralement été considéré comme franc-maçon, encore que certains auteurs aient émis des doutes à ce sujet.
En 1931, à la proclamation de la République, le gouverneur militaire de La Corogne donna ordre à Caridad Pita, alors doté du grade de colonel, de sortir à la rue avec ses troupes en défense de la monarchie. Cependant, s’il sortit effectivement, ce fut seul et en voiture décapotée, en manière de soumission (selon ses dires) à la volonté populaire telle qu’exprimée dans les urnes le 12 avril 1931. Après l’éclatement de la révolution de 1934 dans les Asturies, il fut dépêché à Gijón, où il se signala par son attitude conciliatrice.
En juillet 1936, Caridad Pita, qui avait reçu une affectation à La Corogne comme gouverneur militaire et commandant de la 15e brigade d’infanterie, se trouvait sous les ordres du général Salcedo, chef de la VIIe division organique, lequel avait été nommé à ce poste par le gouvernement radical-cédiste le 7 février 1936, c’est-à-dire peu avant les élections.
Ses convictions profondes le portaient à la loyauté envers le régime républicain constitué, loyauté qu’il s’appliquait à transmettre à ses subordonnés, notamment en les exhortant par les paroles suivantes :

« La mission de l’armée est claire et lumineuse, sans équivoques d’aucune sorte, attendu que nous prêtons un serment de fidélité à la Nation et de loyauté au Gouvernement constitué, et d’obéissance, de respect et de non-abandon de celui qui commande, promesse qui a été réitérée et signée quand est survenu le changement de régime. »

## Coup d’État de juillet 1936
Dans l’après-midi du vendredi 17 juillet 1936, la nouvelle du soulèvement au Maroc parvint en Galice. Caridad Pita a lui-même rapporté qu’il s’était alors souvent entretenu sur la question de la rébellion militaire avec le colonel Martín Alonso, ancien africaniste, en lui signifiant que « pour [lui], il n’y avait pas d’idées politiques, mais seulement l’accomplissement pur et strict du devoir ».
Les jours suivants, marqués par une expectative tendue, les autorités militaires de La Corogne (c’est-à-dire en l’espèce : le général Salcedo, conservateur mais loyal à la République, et le général Caridad Pita) donnaient au gouverneur civil Pérez Carballo des assurances sur leur loyauté à la République, nonobstant que le premier ait reçu dans la nuit du 18 juillet un télégramme de la part de Queipo de Llano lui enjoignant de rallier l’insurrection, suivi d’un appel téléphonique, le 19 juillet, du général Mola. Cette attitude de Salcedo incita le chef d’état-major de la division organique, le lieutenant-colonel Luis Tovar Figueras, à prendre les devants dans la matinée du 20 juillet, en envoyant des officiers insurgés se saisir des généraux Salcedo et Caridad Pita et en pilonnant le bâtiment du gouvernement civil, où le gouverneur Pérez Carballo avait tenté de résister au coup d’État avec l’appui de la Garde d'assaut (qui, à la différence de la Garde civile, ne s’était pas jointe au soulèvement) ; plus précisément, en ce qui concerne Caridad Pita, celui-ci, à une heure très matinale le 20 juillet, avait inopinément fait irruption dans la salle des drapeaux où se tenaient plusieurs conspirateurs et, ayant conçu des soupçons, se disposait à couper court au soulèvement du Régiment d’infanterie de Zamora no 54, ce pourquoi il fut promptement appréhendé par le colonel Martín Alonso, qui était à la tête dudit régiment et qui, bien qu’ayant déjà participé en 1932 à la tentative de coup d’État dite Sanjurjada, avait été reconduit à son poste de commandement sous le biennat radical-cédiste,.
Caridad Pita resta deux jours en détention dans la salle des drapeaux du régiment de Zamora, avant d’être transféré au château San Diego de La Corogne. Déféré devant un conseil de guerre le 24 octobre 1936 à Ferrol, où il devait répondre du chef d’accusation de trahison, il fut condamné à mort et fusillé, aux côtés du général Salcedo, le 9 novembre, dans le fort San Felipe à Ferrol, pendant qu’il poussait des vivats à l’Espagne et à la République,.
Le colonel du Génie Enrique Cánovas Lacruz, le haut-gradé comptant la plus grande ancienneté, fut désigné pour remplacer Salcedo et décréta l’état de guerre à La Corogne.
Les fils de Rogelio Caridad Pita, Carlos, Francisco, José, Rogelio et Vicente, allaient combattre dans les rangs de l’armée de la République et être contraints de partir pour l’exil à la fin de la Guerre civile.